# Nachtgedanken (Fernsehsendung)
Nachtgedanken war eine Sendung des Hessischen Rundfunks und wurde im Ersten zum Sendeschluss ausgestrahlt.
(An Tagen, an denen das Erste ein Fernsehprogramm rund um die Uhr präsentierte, z. B. bei den Live-Übertragungen der Olympischen Spiele 1988, fiel die Sendung aus.)
Die Idee dazu kam von Kurt Rittig (damals SWF): „Um Mitternacht sollte der Zuschauer nicht mit den letzten Schreckensnachrichten verabschiedet werden, sondern ein paar gute Gedanken mit ins Bett nehmen können.“
Die Sendung trug den Titel des Gedichtes Nachtgedanken von Heinrich Heine aus dem Jahre 1844. Der Ablauf erfolgte stets in der gleichen Form: Nach einigen Takten von Frédéric Chopins Klavierstück Nocturne Op. 9 Nr. 2 öffnete der Rezitator Hans-Joachim Kulenkampff eine Kladde und nannte Titel und Autor eines Textes, den er dann vorlas, um danach den Zusehern bzw. -hörern eine „Gute Nacht“ zu wünschen.
Dabei war das Format auf kein bestimmtes Genre oder eine bestimmte Epoche festgelegt. Die Spanne reichte von Salomo und Seneca über Johann Wolfgang von Goethe, Friedrich Schiller und Immanuel Kant bis zu Erich Kästner, Christian Morgenstern und Joachim Ringelnatz. Somit umfasste es ein Spektrum von 4000 Jahren Literaturgeschichte. Auch die Psychologie fand ihren Platz: Im Rahmen des langen Kulenkampff-Abends wiederholte das hr-Fernsehen am 20. Mai 2004 die Nachtgedanken mit Über den Lärm von Carl Gustav Jung.
Ausgewählt wurden die Texte v. a. von Jürgen Lehmann, Kurt Rittig und von Kulenkampff selbst.
Zwischen 1985 und 1990 wurden knapp 2000 Folgen der Reihe gezeigt. Nach Kulenkampffs Wechsel zu RTL plus wurde sie eingestellt.
Unter dem Titel Exlibris war im ORF in den späten 1980er Jahren eine ähnliche Reihe vor Sendeschluss zu sehen.
2013 griff der Komiker Oliver Kalkofe das Format auf, um unter dem Titel Nichtgedanken belanglose, überflüssige Passagen aus Biografien von Stars und Sternchen unserer Zeit vorzulesen.